# Pôle de santé du golfe de Saint-Tropez
Le pôle de santé du golfe de Saint-Tropez est un établissement français de santé du Var, situé à Gassin, composé d’un centre hospitalier public, le centre hospitalier de Saint-Tropez, et d’une clinique privée, la clinique du Golfe. 
Il est l’un des premiers établissements public-privé à avoir ouvert ses portes, en 2003. Il est né de la fusion du centre hospitalier Saint-Tropez et la clinique privée de l’Oasis à Gassin. Il accueille un pôle d’analyse et la clinique vétérinaire Peninsula. 

## Origines
L’idée de créer un pôle de santé de Gassin réunissant pour la première fois des services public et privés est née au début des années 1990 de la volonté des élus du golfe de Saint-Tropez et des organismes de santé. Le développement démographique du golfe de Saint-Tropez, la vétusté et l’enclavement du centre hospitalier de Saint-Tropez et de la clinique de l’Oasis à Gassin rendent nécessaire la construction de nouvelles installations. L’Agence régionale de l’hospitalisation (ARH) souhaite :
- Organiser la couverture des besoins sanitaires du Golfe par la mise en place d’une offre de soins de proximité répondant aux normes de sécurité et de qualité, permettant aussi de diminuer fortement les fuites vers d’autres secteurs de soins plus lointains ;
- Répondre aux orientations du SROS, notamment par la complémentarité entre les établissements public et privé par une restructuration du Court Séjour dans le Golfe de Saint-Tropez ;
- Réaliser un projet architectural de regroupement sur un site unique plus central, qui respecte l’identité des structures et permette un accès facilité des patients.

Après plusieurs années de discussion, l’ARH donne son accord en 1998.
Les travaux, prévus pour commencer début 1999, puis à l’été 2000, démarrent finalement début 2001. Le bâtiment, dont la livraison est prévue pour la rentrée 2002 puis fin 2002, ouvre ses portes en 2004. 

### Inauguration

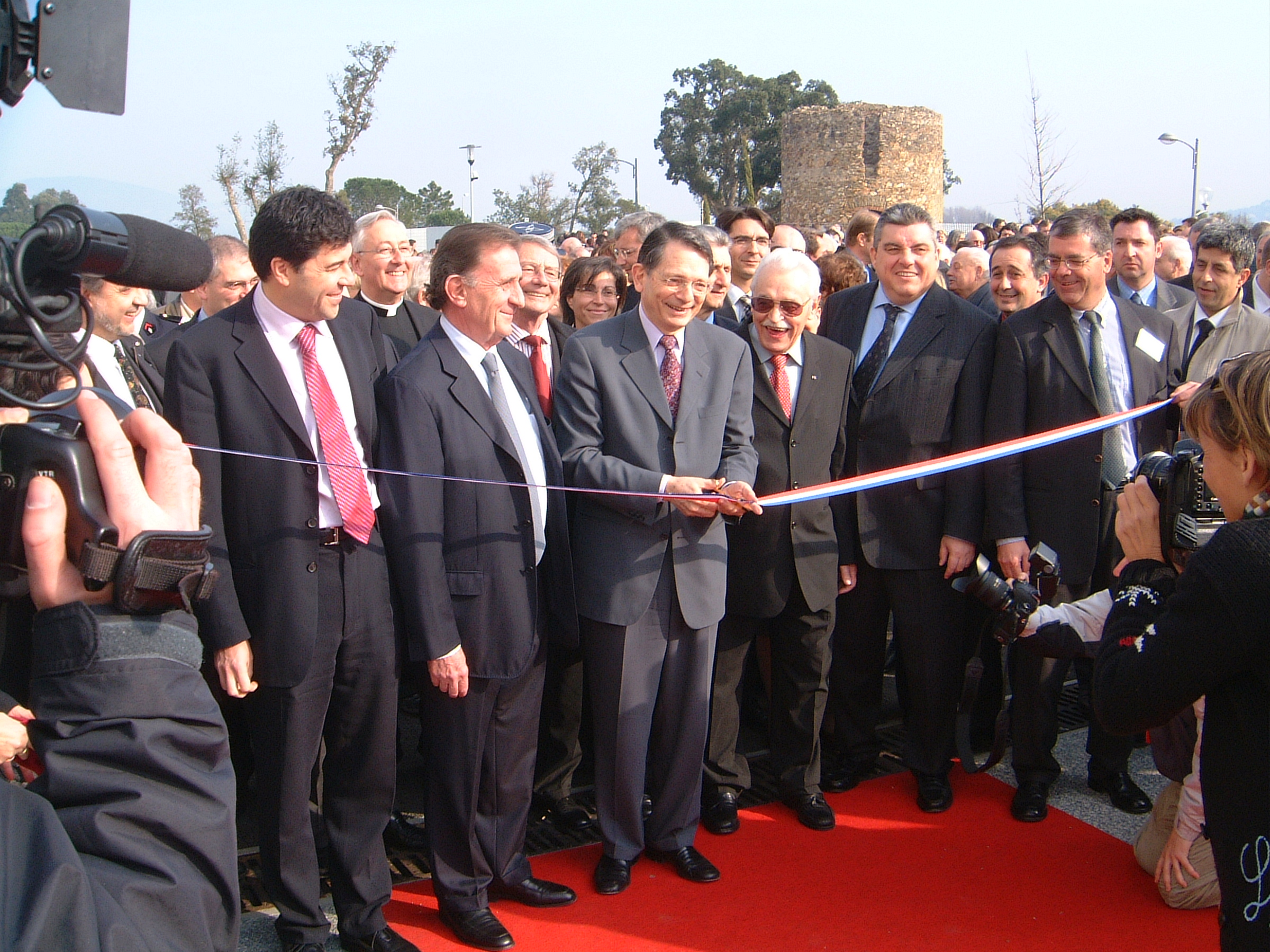
Inauguration du pôle de santé

Le pôle de santé est inauguré le 14 février 2004 avec la présence du ministre de la santé Jean-François Mattei et du député du Var Jean-Michel Couve, ainsi que diverses personnalités politiques dont Vincent Morisse. L’événement réunit 1 600 personnes. 

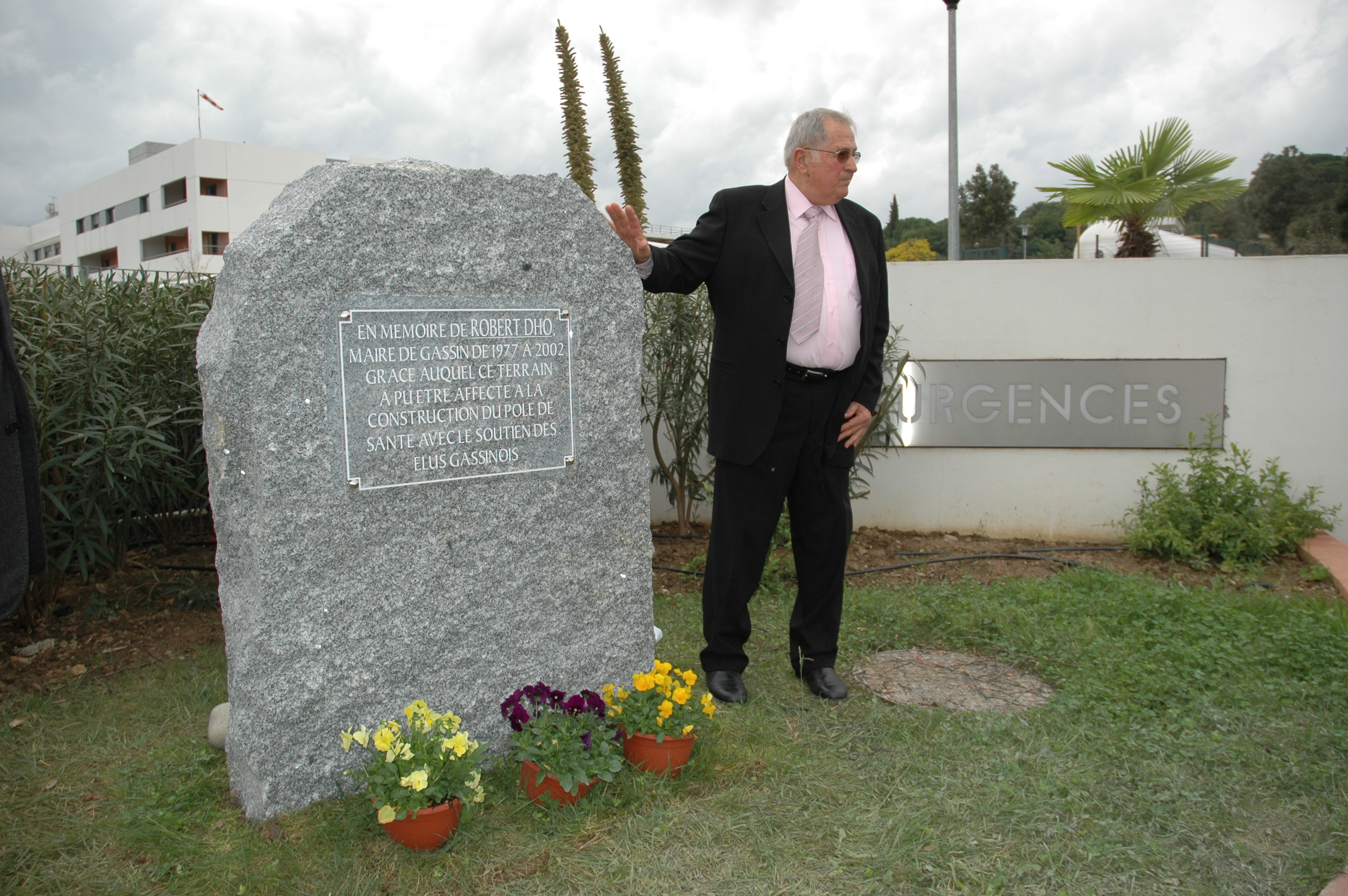
Yvon Zerbone, maire de Gassin, fleurissant en 2008 la plaque en mémoire de son prédécesseur, Robert Dho

Une plaque à la mémoire de Robert Dho, maire de Gassin qui a porté le projet et qui est décédé durant les travaux, est apposée à l’entrée du pôle de santé. 
Le nom « golfe de Saint-Tropez » a été choisi comme symbole d’un pôle comblant les besoins en matière de santé des communes du golfe de Saint-Tropez. 

### Emplacement
Le site est choisi en raison de sa situation géographique. Il permet de ne pas subir l’enclavement des deux établissements dont il est issu. Au contraire, installé le long de la RD 559 et à proximité du carrefour de la Foux permettant le lien avec la RD98, la RD 98a, et , le pôle est également proche de la RD 89 et de la route de la Mort du Luc qui permet de relier Cogolin en cas d’embouteillage. 
Il se situe dans une zone comprenant des commerces de proximité et trois services publics : le lycée du golfe de Saint-Tropez, le collège de Gassin et le centre technique municipal. 
Le moulin Saint-Martin, inscrit au se trouve au bout du parking du pôle. 

### Architecture

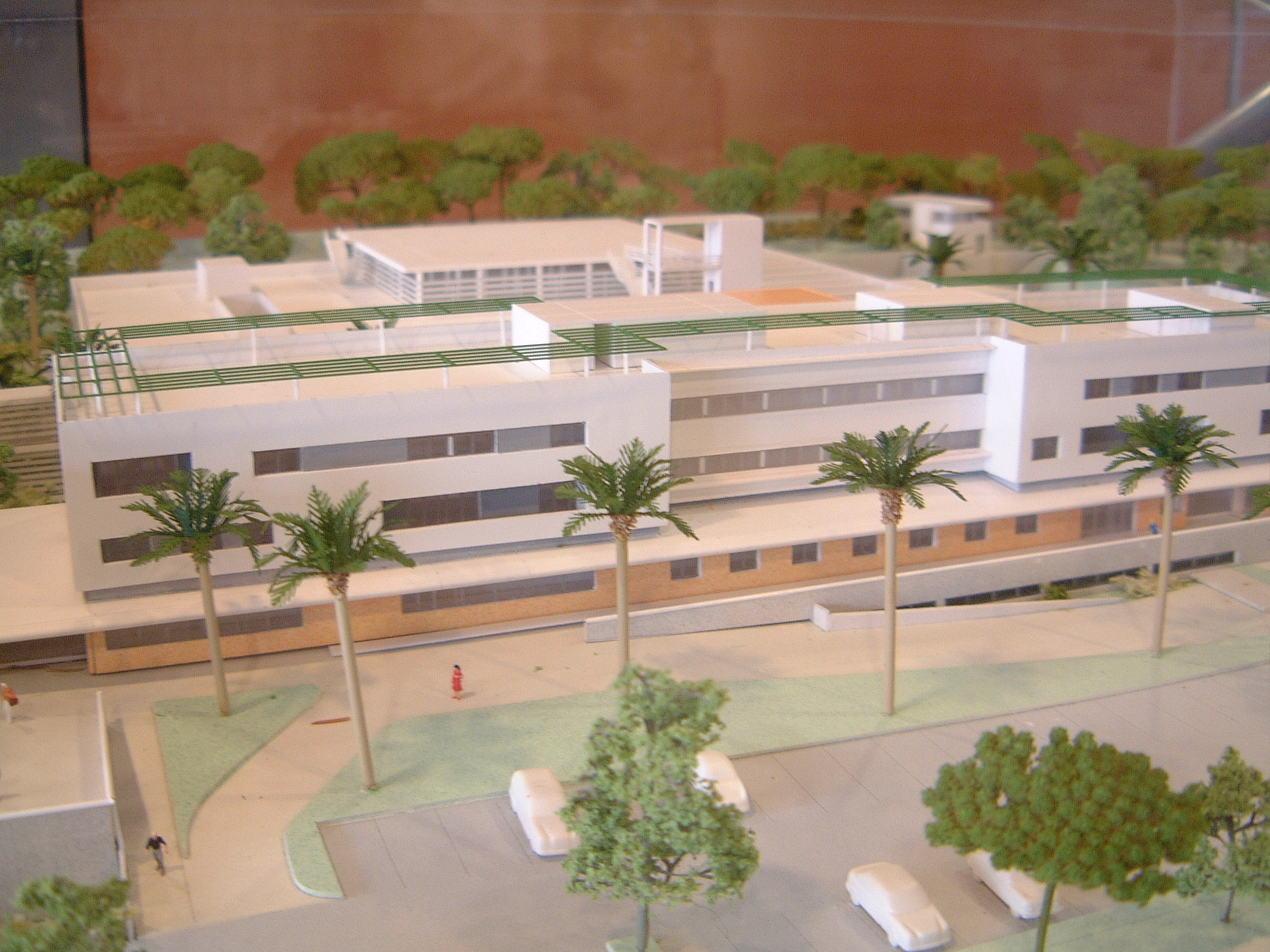
Maquette du pôle de santé

Le centre hospitalier, maître d’ouvrage, confie en 1999 la réalisation du projet au cabinet BBG. Choisi après un concours d’architecture, le cabinet privilégie la construction d’un bâtiment en équerre sur 3 étages, dont les deux branches accueillent le centre hospitalier public d’un côté et la clinique privée de l’autre.
Le hall commun est implanté à la charnière des deux branches. Au centre de cette équerre se trouve le plateau médico-technique. Trois passerelles assurent la liaison vers le plateau technique commun.
Le bâtiment est intégré dans son environnement avec des "façades en béton clair agrémentées de panneaux menuisés et un patio intérieur".
Selon l’un des architectes du cabinet BBG, Yves Bensoussan, la philosophie du projet :

« Le partenariat médical a clairement réparti les missions de chaque entité : chirurgie, bloc opératoire, imagerie et consultations au privé ; urgences, médecine générale, maternité et soins de longue durée au public. Ce partage s'accompagne d'une volonté de lisibilité et d'identification fonctionnelle stricte de chaque partie. Notre réponse architecturale, ce sont deux entités distinctes regroupées dans un seul ensemble à partir d'un hall commun et suivant une figure géométrique en équerre, où l'angle droit formé par l'hôpital et la clinique permet le rapprochement de deux structures en évitant les vis-à-vis. Le plateau technique prend place à l'intérieur de cette équerre, une position optimale du point de vue des liaisons et d'une bonne gestion des circulations, la difficulté majeure dans ce type de projet. Le langage architectural commun ensuite, un béton clair en façade agrémenté de panneaux de bois stratifiés, des brise-soleil sur les passerelles, un jardin intérieur qui irrigue l'ensemble du dispositif, permet de donner une unité au projet. »

### Un financement original
Outre le caractère rare à l’époque des partenariats publics-privés dans le domaine de la santé, un trait a marqué la création du projet du pôle de santé de Gassin. Le financement du bâtiment a été assuré par l’hôpital public. Maître d’ouvrage de l’opération, l’hôpital est propriétaire et devient le logeur de la clinique privée qui lui verse une redevance dans le cadre d’une convention d’occupation du domaine public.

## Évolution

### Certifications
La clinique obtient sa certification pour la qualité des soins et la gestion des risques en 2005. La Haute autorité de santé accorde le label en 2009 à l’hôpital.

### Appareil IRM
Dès l’ouverture du pôle, des médecins demandent l’acquisition d’un appareil IRM. L’Agence régionale de santé refuse durant une dizaine d’années, arguant de la présence d’appareils similaires à Draguignan et Fréjus. Il est finalement installé en 2015.

### Rapprochement avec Fréjus et Draguignan
À partir des années 2010, confrontée aux politiques de fermeture de nombreux établissements de santé, des rapprochements s’opèrent avec les centres hospitaliers de Fréjus-Saint-Raphaël et Draguignan, amorcés par la loi Bachelot de 2009. Une « commission de communauté » est créé puis, en 2014, les centres hospitaliers de Gassin, Draguignan et Fréjus-Saint-Raphaël concrétisent leur rapprochement avec la création d’une communauté hospitalière de territoire (CHT) Var-Est. Elle est créée sous la direction de l’ARS dans le but de faire des économies et de compenser les problèmes de recrutements,. 

### Diversification
En 2018, la clinique vétérinaire Peninsula intègre le pôle de santé.

## Pôles
L’hôpital contient des différents pôles de soins hérités des deux hôpitaux fusionnés :

### Secteur public
- Pôle Urgences-SMUR-UHCD
- Pôle Médecine-HDJ-USLD
- Pôle Maternité-anesthésie-pédiatrie
- Pôle Logistique Médicale (pharmacie, dépôt de sang)

### Secteur privé
- Bloc opératoire
- chirurgie en hospitalisation complète
- médecine en hospitalisation complète
- chirurgie et médecine en ambulatoire
- Scanner – Echographie – Radiologie

- Anesthésie / Réanimation
- Orthopédie
- Rhumatologie
- Kinésithérapie
- Chirurgie générale et viscérale
- Gastro-entérologie
- Chirurgie ORL
- Ophtalmologie
- Stomatologie et Chirurgie buccale
- Chirurgie maxillo faciale
- Chirurgie gynécologique
- Urologie - Traitement de lithiase urinaire (lithotripsie - laser)
- Chirurgie vasculaire
- Angiéologie – doppler
- Pneumologie (EFR - fibroscopies)
- Cardiologie (consultations et épreuves d’effort
- Centre de chirurgie plastique reconstructrice et esthétique

## Chiffres
Prévus à l’ouverture, :

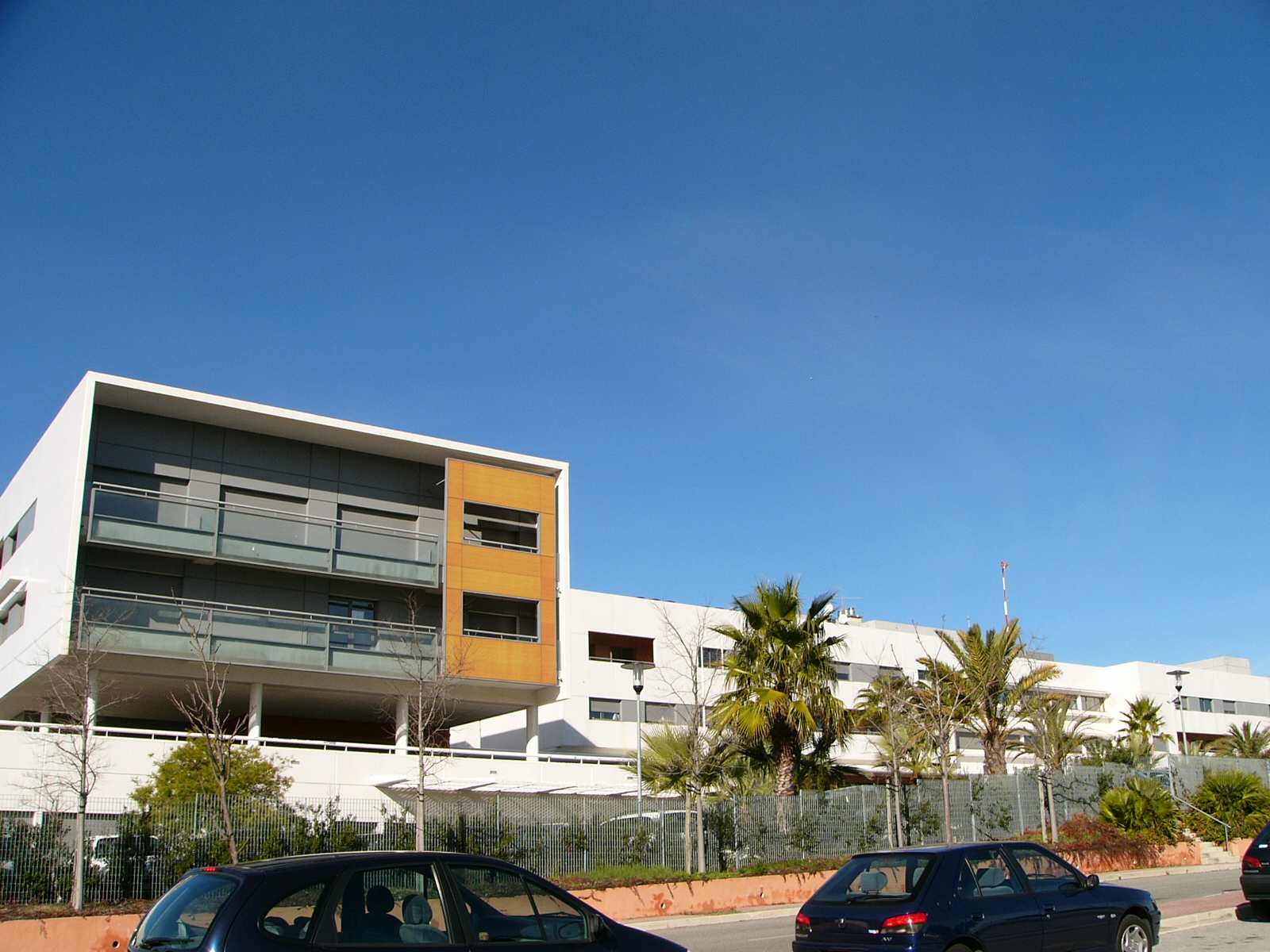
Une vue du pôle de santé

- budget initial prévu pour la construction : 145 millions de francs TTC
- budget initial prévu pour les équipements : 39 millions de francs TTC
- surface : 16 103 m2 (16 800 m2)
- lits : 172 : 97 pour la partie publique (médecine, obstétrique, urgences et soins de longue durée), 75 pour la partie privée (chirurgie).
- places de stationnements : 230

En 2017-2018 :
- Employés  
  - 24,8 ETP, soit 36 salariés médicaux ;
  - 206,7 équivalents temps plein avec 221 employés dont 184 titulaires pour le personnel non médical.
- Répond à 57 951 habitants de la communauté de communes du golfe de Saint-Tropez
- lits : 93 (+4 d’hospitalisation partielle) pour le secteur public :
  - gynéco-obstétrique : 15
  - médecine : 38 (+4 d’hospitalisation partielle)
  - séjour longue durée : 40
- 479 naissances

## Classements

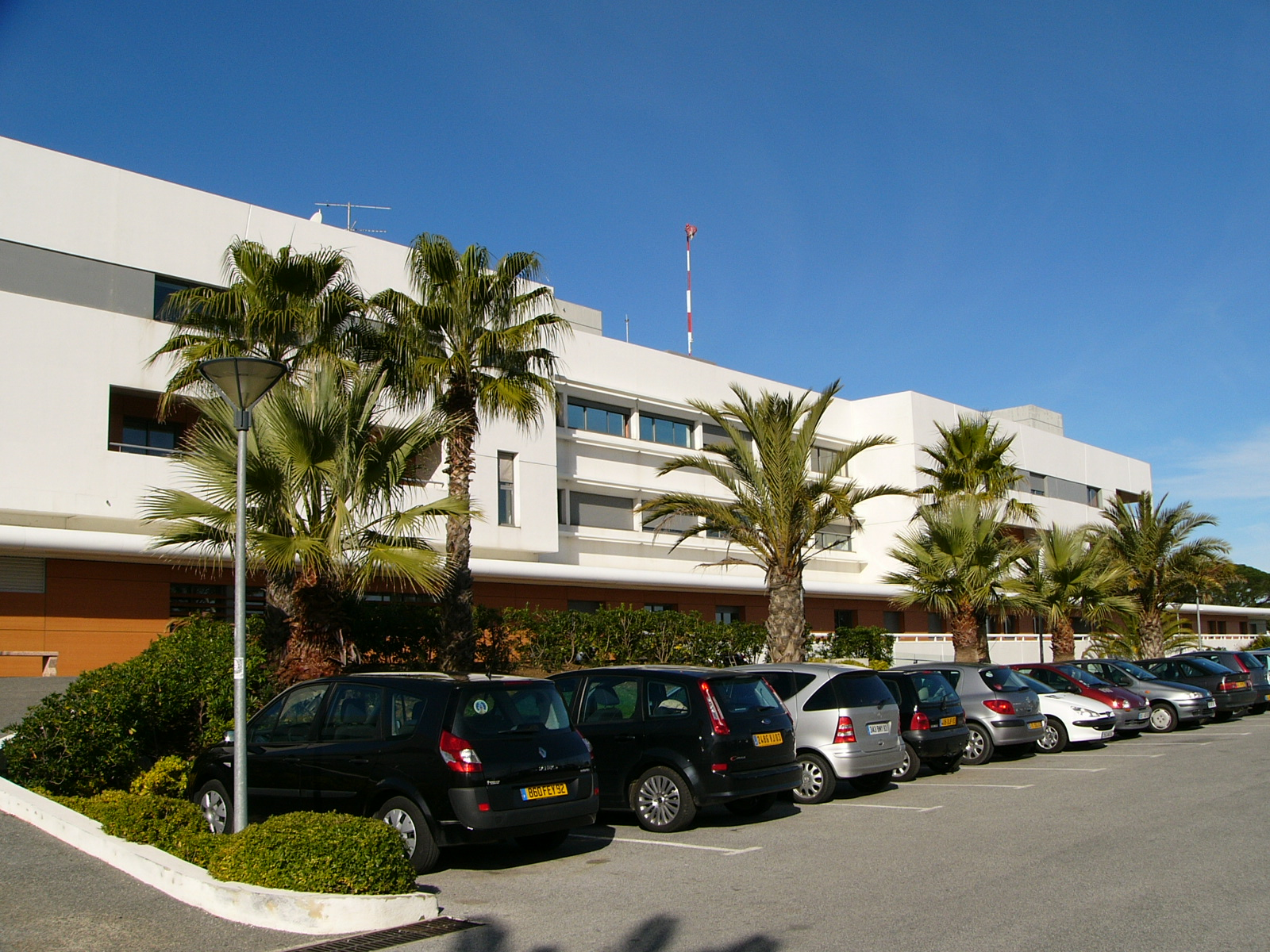
Autre vue du pôle de santé

La maternité de Gassin est classée première parmi les maternité de niveau I en 2010.
Le centre hospitalier a été classé 13e parmi les 50 meilleurs centres hospitaliers publics de moins de 300 lits.

## Menaces de fermeture de la maternité
En 2017 et  2018, des menaces de fermeture sont émises par l’agence régionale de santé Provence-Alpes-Côte d’Azur,.
Ce projet, intégré au plan régional de santé 2018-2023, est évoqué notamment lors de différentes réunions sur les schémas prévus, ainsi que la maternité de Hyères.
Cette menace de fermeture provoque une forte émotion sur le territoire du golfe de Saint-Tropez, la mobilisation des élus,,,. Ces derniers reprochent notamment à l’ARS de ne pas avoir recueilli leur avis ,.
Les experts de l’ARS mettent en avant des arguments sécuritaires, quand les défenseurs du maintien de la maternité affirment que la sécurité est un prétexte masquant une raison uniquement financière,. Ils mettent en avant les rapports favorables et sans restriction de la Haute Autorité de santé classant la maternité 2e, les bons classements de la maternité sur le plan national, et les graves problèmes de circulation dans le golfe de Saint-Tropez,. La maternité dépasse largement le seuil des 300 naissances minimum.
En 2018, la maternité est sauvée pour trois ans, mais le problème du vieillissement des gynécologues en activité est mis en avant pour rappeler que les menaces pèsent toujours sur cette partie du pôle de santé.
En 2019, un audit diligenté par l’ARS et réalisé par deux professeurs d’université des CHU de Lyon et de Nîmes atteste de la sécurité des accouchements pratiqués au pôle de santé.

## Organismes liés au pôle de santé

### Amicale des médecins urgentistes de Saint-Tropez
L’Amicale des médecins urgentistes de Saint-Tropez a été créée le 1er septembre 1995. Cette association a pour objet l’organisation de « la couverture médicale ; manifestations culturelles et sportives ; enseignement de la médecine et du secourisme ; amélioration des conditions de travail des médecins urgentistes de l’hôpital de Saint-Tropez ».

### AOGT
L’Association odontologique du golfe de Saint-Tropez  et du pays des Maures (AOGT) dont l’objet est « de bénéficier d’un programme pluridisciplinaire de formation continue en odontologie ».

### Berceau du Golfe
Le 2 février 2016 a été créé le « Berceau du Golfe », dont l’objectif est le « développement professionnel continu des professionnels de santé de la maternité de Gassin dans le respect des recommandations en vigueur, l’achat de matériel pour le service et les patients de la maternité de Gassin, l’exercice d’activités économiques ainsi que toutes les actions visant à la promotion des activités de la maternité de Gassin ».

### CLAPS
Il existe une association loi de 1901 dénommée Comité de liaison avec le pôle de santé du golfe de Saint-Tropez (CLAPS). Il s’est donné pour but de « faire connaître à la population des 12 communes du Golfe de Saint-Tropez les possibilités qu’offre le Pôle de Santé du Golfe ; participer à l’amélioration du bien-être des patients hospitalisés ; soutenir la direction du Centre Hospitalier pour l’achat de certains équipements ».

### Syndicats
- FO Saint Tropez